# Brabantnet
Brabantnet is een vervoersplan van De Lijn voor de provincie Vlaams-Brabant. In eerste instantie staat Brabantnet voor vier tramlijnen en hierop aansluitende busverbindingen om de mobiliteit in de provincie te verbeteren. Het doel is een maximale modal shift te bereiken met beperkte middelen. Met deze verandering in reizigersgedrag hoopt men de verwachte groei van het autoverkeer op te vangen en de files in Vlaams-Brabant te verminderen.

## Kader
Brabantnet werd voorgesteld in 2012. Tien van de zestien structurele files in Vlaanderen bevinden zich rond Brussel en met dit nieuwe vervoersplan heeft De Lijn de ambitie om zoveel mogelijk passagiers te vervoeren die anders van de auto gebruik zouden maken.
De plannen werden ingedeeld in drie fasen A, B en C op basis van geschatte kosten voor de bouw en exploitatie van de lijn en op basis van de verwachte reizigersaantallen in de spits. Bij dit laatste werd er vooral gekeken hoeveel reizigers er zouden overstappen vanuit het autoverkeer.
De eerste ideeën voor tramlijnen in Vlaams-Brabant werden voorgesteld in Wensnet, een visie op regionaal en interregionaal OV van De Lijn, opgemaakt in 2009. Het volledige Wensnet vormt eerder een uitgewerkte denkoefening van De Lijn, los van enige budgettaire beperkingen, dan een concreet plan. Zo zijn in Wensnet ook de minder prioritaire lijnen van fase C van Brabantnet opgenomen. Het Wensnet is een hypothetisch OV-net, uitgewerkt in het kader van Mobiliteitsvisie 2020. (dode link)  Brabantnet is een concreet uitgewerkte versie van dit Wensnet voor Vlaams-Brabant en vormt een vervolg van het Pegasusplan voor de Vlaamse Ruit. In de Mobiliteitsvisie 2020 zijn ook plannen voor andere provincies opgenomen zoals het Spartacusplan voor Limburg en het Neptunusplan voor West-Vlaanderen.
Omdat het geplande netwerk deels gebruikmaakt van bestaande tramlijnen van de MIVB, zal de spoorwijdte 1435 mm zijn, en niet het meterspoor zoals voor de andere Vlaamse trams.

## Fase A
De lijnen in fase A werden door "De Lijn" met prioriteit behandeld. De mogelijke tracés werden ruwweg vastgelegd en er werden plan-MER's opgemaakt. De ingebruikname van de eerste lijnen van fase A is voorzien vanaf 2020.
Brussel - Willebroek - BoomTracé: Brussel - Heizel - Londerzeel - Willebroek - Boom (Sneltram A12)
Deze lijn zou onder andere de nieuw aan te leggen bedrijventerreinen langs de A12 in Londerzeel en Westrode moeten ontsluiten. De aanleg van deze lijn wordt gekenmerkt door relatief hoge kosten van de infrastructuur (278 miljoen euro) ten opzichte van de verwachte reizigersaantallen (5320 per spitsuur). De lijn langs de A12 werd opgenomen in het ruimtelijk structuurplan van de provincie Vlaams-Brabant.
Brussel - NinoveTracé: Brussel - Weststation - Dilbeek - Lennik - Ninove/Gooik
Van alle verbindingen verwacht men van deze lijn de laagste exploitatiekosten per gebruiker. In het Ruimtelijk Structuurplan Vlaanderen werd reeds eerder vastgelegd dat de N8 heringericht zou worden als OV-as.
Brussel - Brussels Airport - Haacht - Heist-op-den-BergTracé: Brussel - Brussels Airport - Haacht - Heist-op-den-Berg
Voor dit tracé worden veruit de hoogste reizigersaantallen verwacht: 15050 per spitsuur. Als de lijn wordt doorgetrokken tot Heist-op-den-Berg zou dit het project zijn met de hoogste infrastructuurkosten (479 miljoen euro).
NoordoosttangentTracé: UZ Jette - Heizel - Vilvoorde - Brussels Airport - Kraainem - Tervuren
Deze verbinding vormt de op een na duurste verbinding qua infrastructuurkosten (399 miljoen euro), maar zou een belangrijke rol moeten spelen in de ontlasting van de Brusselse Ring. Omdat de lijn door het sterk verstedelijkte VSGB trekt, zal deze lijn niet worden aangelegd als sneltram, maar eerder als gewone regionale tram.

### MKBA
In 2013 werden de MKBA-dossiers (Maatschappelijke kosten-batenanalyse) gepubliceerd van de lijnen die als eerste onderzocht zouden worden (fase A). De voorgestelde lijnen werden zowel in hun geheel onderzocht als in scenario's waarbij slechts een deel van de infrastructuur aangelegd zou worden.
Brussel - Willebroek - Boom
Voor deze lijn werden twee MKBA-dossiers opgemaakt: één tot Willebroek en een voor een lijn die volledig tot Bornem en Boom gaat. Voor het eerste scenario zijn de te verwachten baten bijna tweemaal zo groot als de te verwachten kosten. De verlenging tot Bornem en Boom zou verlieslatend zijn. Het totale project Brussel-Bornem-Boom zou wel nog renderen (verhouding baten/kosten 1,5), maar 87% van de baten liggen op het traject tot en met Willebroek.
Brussel - NinoveTracé: Brussel - Weststation - Dilbeek - Lennik - Ninove/Gooik
Een lijn Brussel-Gooik zou verliesgevend zijn, maar de lijn naar Ninove langs de bedding van de N8 zou wel winstgevend zijn, doch veel minder dan de drie andere lijnen.
Brussel - Brussels Airport - Haacht - Heist-op-den-BergTracé: Brussel - Brussels Airport - Haacht - Heist-op-den-Berg
Voor deze lijnen werden drie MKBA-dossiers opgemaakt. Het eerste behelst een eerdere korte verlenging van de trambedding van tramlijn 62 tot de luchthaven. Het tweede onderzocht ook de aanleg van het segment tot Haacht, waarbij in het derde de gehele lijn tot Haacht, inclusief eventuele verlenging tot Heist-op-den-Berg werd onderzocht. Het eerste segment, van de NAVO tot de luchthaven, scoort sterk positief met baten die maar liefst 2,53 keer groter zijn dan de kosten. Als men het gehele traject tot en met Haacht bekijkt, daalt deze verhouding sterk tot 1,3. Kennelijk is de verlenging naar Haacht op zich verlieslatend. Voor het project tot Haacht worden 70% van de baten behaald op het traject tot de luchthaven, terwijl hier slechts 36% van de kosten wordt gemaakt. Een verlenging tot Heist-op-den-Berg zou zelfs het gehele project verlieslatend maken omdat er geen bijkomende baten zijn vanwege deze verlenging. Eerder had de gemeente Keerbergen het tracé al met een verkaveling geblokkeerd en uitte ook de gemeente Heist-op-den-Berg sterke bedenkingen over het nut van een rechtstreekse tramverbinding met Brussel.
NoordoosttangentTracé: UZ Jette - Heizel - Vilvoorde - Brussels Airport - Kraainem - Tervuren
Het noordelijke tracé van UZ Jette tot de luchthaven scoorde zeer goed, de baten zouden tweemaal zo groot zijn als de kosten. Het zuidelijke deel zou iets slechter scoren, maar nog steeds rendabel zijn (verhouding 1,7 voor de volledige tangent en 1,26 voor de verlenging). De burgemeester van Vilvoorde liet al weten dat zijn stad de tangentiële tramlijn graag ziet komen. Hilde Crevits, Vlaams minister van mobiliteit, verklaarde op basis van deze cijfers dat de tramlijn, ondanks de schrapping van het UPlace-project, toch nuttig is.
Gebaseerd op de MKBA-dossiers kan men de volgende lijst van aan te leggen tracés plus de resulterende rentabiliteit afleiden: 
| segment                     | hoofdlijn | kosten (M €) | baten (M €) | verhouding |
| --------------------------- | --------- | ------------ | ----------- | ---------- |
| Brussel - Brussels Airport  | Haacht    | 269          | 678         | 2,53       |
| Brussel - Willebroek        | Boom      | 568          | 1123        | 1,98       |
| UZ Jette - Brussels Airport | tangent   | 445          | 887         | 2,00       |
| Brussels Airport - Tervuren | tangent   | 302          | 381         | 1,26       |
| Brussel - Ninove            | Ninove    | 680          | 796         | 1,17       |
| Brussels Airport - Haacht   | Haacht    | 482          | 295         | 0,61       |
| Willebroek - Bornem/Boom    | Boom      | 289          | 165         | 0,57       |

De Lijn kondigde aan de drie meest rendabele tracés voor 2020 aan te willen leggen: Brussel-Willebroek, Brussel-Luchthaven en Jette-Vilvoorde-Luchthaven. De trajecten Haacht - Heist-op-den-Berg en Eizeringen - Gooik werden alvast officieel geschrapt.

### Tracéstudies
Tot eind 2011 werd een trechteringsstudie uitgevoerd om het aantal mogelijke trajecten voor elke lijn te beperken, gebaseerd op eenvoudige praktische obstakels in het terrein. Enkel voor deze trajecten wordt een plan-MER uitgewerkt. Na verdere studies werd in het voorjaar van 2013 voorlopige voorkeurtracés voorgesteld. Op 6 december 2013 heeft de Vlaamse regering, de resultaten van de tracéstudies gebruikt om de voorkeurtracés vast te leggen.

### Tegenstanders
Al voor de MKBA-studies voltooid werden rees er grote tegenstand in de residentiële gemeentes Keerbergen en Heist-op-den-Berg. Toen de tracés bekend raakten liet het actiecomité 'Geen Tram In Mijn Tuin' uit Willebroek weten de komst van de tram te steunen, maar resoluut voor het 'terugvaltracé' te kiezen dat tegen de A12 blijft, in plaats van langs de achtertuin van zo'n 200 woningen. De dienst Onroerend Erfgoed Vlaanderen had echter bezwaren tegen dit terugvaltracé, aangezien de trambaan dan vlak naast de ringgracht van het Fort van Breendonk zou komen te liggen. Ondertussen heeft de dienst Onroerend Erfgoed Vlaanderen haar bezwaar tegen het voorkeurtracé tussen de A12 en het Fort van Breendonk opgegeven en heeft de Vlaamse Regering op 6 december 2013 de voorkeurtracés vastgelegd. Ook in Vilvoorde werden er actiecomités opgericht tegen de tram, waarbij men ijvert voor het behoud van de huidige situatie met een uitbreiding van het busaanbod.

### MER
De plan-MER's werden op 3 september 2013 goedgekeurd. In 2015 zou de opmaak van het ruimtelijk uitvoeringsplan moeten plaatsvinden. In 2016 zou men een project-MER opmaken en de bouwvergunning aanvragen zodat tegen 2017 met de nodige bouwvergunningen het project kan aanbesteed worden. De Lijn hoopt dat de 3 prioritaire verbindingen operationeel zijn tegen 2020.

### Uitvoering
De werken voor de ringtrambus op de noordoosttangent (Jette - Vilvoorde - Zaventem) starten in 2020. De oplevering wordt verwacht in 2024. Trambussen (lange geleden bussen) werden al vanaf 28 juni 2020 ingezet op de bestaande buslijn 820.
De werken voor de luchthaventram starten in 2025. Deze voor de sneltram Brussel - Willebroek in 2026.

## Fase B
Onder fase B vallen projecten die door "De Lijn" als minder prioritair gezien worden dan de eerste vier lijnen. Verder onderzoek naar deze lijnen wordt pas na de realisatie van fase A aangevat.
Een sneltram Brussel-Aalst zou redelijk veel gebruikers kunnen trekken (7260 gebruikers per spitsuur), maar zou sterke concurrentie krijgen van een parallel gelegen GEN-lijn of zou reizigers wegtrekken van het GEN, wat niet de bedoeling is. Voor een regionale tram naar Waterloo bestaan er ook hoge verwachtingen qua reizigersaantallen (8860 per spitsuur), maar hiervoor moet eerst onderhandeld worden met de andere gewesten. Een andere regionale tram zou Brussel via Kortenberg met Leuven kunnen verbinden, maar voor dat tracé zou eerst het GEN geoptimaliseerd moeten worden voordat er verdere studie wordt verricht. Verder zijn ook regionale trams naar Halle (beperkte vraag) en een tweede tangent ten zuidwesten van Brussel (beperkte vraag en duur) opgenomen onder Fase B.

## Fase C
Onder Fase C vallen projecten die volgens huidige schattingen slechts een zeer klein reizigerspotentieel bezitten (minder dan 3000 gebruikers/spitsuur). Deze sneltramlijnen zouden allen vanuit Leuven vertrekken met Aarschot, Diest, Tienen en Tervuren als bestemming. De verbinding naar Aarschot zou het meest haalbare zijn door gebruik van de bestaande infrastructuur (spoorlijn 35). Hierdoor zou dit de goedkoopst aan te leggen verbinding zijn qua infrastructuurkosten (187.590 euro). De lijn Leuven - Tervuren werd opgenomen in het ruimtelijk structuurplan van de provincie Vlaams-Brabant.